# Stenopogon rufipilus
Stenopogon rufipilus là một loài ruồi trong họ Asilidae. Stenopogon rufipilus được Loew miêu tả năm 1873. Loài này phân bố ở vùng Cổ Bắc giới và châu Á.